# 춤이 시작됩니다
《춤이 시작됩니다》는 모지은 감독의 살사를 소재로 한 단편영화이다.

## 개요
- 영화 《좋은 사람 있으면 소개시켜 줘》를 연출한 모지은 감독의 한국영화아카데미 졸업작품[1]
- 살사를 소재로 한 단편영화
- 김지영, 천정명 등 출연

## 시놉시스
담배가게를 하는 경숙은 몰래 춤을 배우고 있다. 춤이 금지되고 사람들이 잡혀간다. 경숙은 간신히 미지(未知)의 남자의 도움으로 위기를 모면한다. 무료한 경숙에게 未知의 남자로부터의 메시지가 들리기 시작하는데....

## 연출의도
한 사람의 이상 혹은 욕망은 가끔 환타지로 대변되는 것 같다. 이상은 현실에 치이고 위협당한다. 그러나 이상은 항상 개인 어딘가에 존재하고 지속되고 있다.

## 출연
- 김지영 : 경숙[4]
- 천정명 : 형사1, 남자의 목소리
- 박동빈 : 형사2
- 양진혁 : 담배사는 남
- 유수정 : 청소하는 여

## 미디어
한국단편영화 21선 : 영화진흥위원회한국영화아카데미 (심의번호 2003-DVD155) 내에 수록